# Franco Latini
Franco Latini (Pomezia, 12 settembre 1927 – Roma, 2 febbraio 1991) è stato un doppiatore, direttore del doppiaggio e attore italiano, particolarmente attivo nel doppiaggio di numerosi e celebri personaggi dei cartoni animati.

## Biografia
Iniziò l'attività nel mondo dello spettacolo nei primi anni cinquanta, come cantante nei locali notturni, dove fu notato da Nino Meloni, che lo volle con sé nella compagnia del Teatro Comico Musicale di Radio Roma, acquisendo conseguentemente notorietà nelle riviste e nei programmi di intrattenimento. Recitò in teatro con Antonella Steni ed Elio Pandolfi e fra gli anni cinquanta e settanta prese anche parte a pellicole di non eccelso rilievo, per lo più in ruoli minori; in una fra queste, Mondo pazzo... gente matta! del 1965, figura invero fra i protagonisti accanto a Silvana Pampanini.
È stato la voce di tanti personaggi del mondo dell'animazione: dagli anni sessanta agli anni ottanta ha infatti doppiato gran parte dei ruoli nelle edizioni italiane dei cortometraggi Looney Tunes e Merrie Melodies, inoltre ha prestato la voce a Paperino, Tom in Tom & Jerry, Barney Rubble de Gli antenati / Flintstones, Top Cat, Napo orso capo, nonché vari personaggi, fra cui Skeletor, nella prima serie di He-Man e i dominatori dell'universo, e molti altri. Ebbe anche modo di lavorare per la serie I cuccioli delle Fiabe sonore, dove prestò la voce al perfido gatto.
Tra il 1968 e il 1970 doppiò Stan Laurel in tutti i cortometraggi di Stanlio e Ollio, in coppia con Carlo Croccolo, voce di Oliver Hardy. Nel 1973 diede la voce al personaggio del Gatto Briscolone, presente nella trasmissione Anteprima Canzonissima, della quale eseguiva anche la sigla iniziale.
Nel 1974, insieme a Giampiero Scalamogna (in arte Gepy & Gepy), Antonello Venditti e Sergio Bardotti, fu accreditato come coautore dell'inno Roma (non si discute, si ama), poi divenuto noto tra i tifosi romanisti come Roma, Roma, Roma e inserito nel 2017 fra gli inni calcistici più belli di sempre dalla rivista France Football, al secondo posto dopo You'll Never Walk Alone del Liverpool. Secondo Scalamogna, tuttavia, Latini non diede un contributo significativo alla composizione del brano, limitandosi a partecipare all'incisione, ma in quanto tifoso accanito della squadra ebbe piacere a firmarlo insieme agli altri.
Negli anni ottanta Franco Latini fondò una propria società di doppiaggio, la Effe Elle Due. La società curò soprattutto il doppiaggio di cortometraggi, film e speciali televisivi sui Looney Tunes. I lavori della Effe Elle Due erano solitamente diretti dallo stesso Latini, che in molti casi era fra gli interpreti principali e nei cartoni animati ricopriva spesso anche più ruoli contemporaneamente, soprattutto da quando nel 1981 aveva perso una gamba in un incidente, il che lo aveva spinto a dedicarsi esclusivamente al doppiaggio.
È morto per un ictus al Policlinico Agostino Gemelli il 2 febbraio 1991, all'età di 63 anni. È sepolto a Roma nel cimitero del Verano.
Dal 2002 al 2004, nella sezione "Le voci di Cartoonia" del Festival del doppiaggio Voci nell'Ombra, è stata assegnata una targa col suo nome a un doppiatore italiano che si era distinto nel campo dell'intrattenimento per bambini e ragazzi. I vincitori furono, nell'ordine, Carlo Bonomi, Vittorio Stagni e Roberto Del Giudice.

### Vita privata
Franco Latini ha avuto tre figli, tutti doppiatori: Laura e Ilaria Latini, nate dalla relazione con la dialoghista Maria Pinto (molto attiva per la Effe Elle Due, la maggior parte dei corti dei Looney Tunes vennero adattati da lei) e Fabrizio Vidale, nato dalla relazione con l'attrice e doppiatrice Piera Vidale.
Ilaria Latini lavorò con il padre doppiando, tra tanti personaggi, Titti dei Looney Tunes (di cui è la voce italiana ancora oggi), mentre Fabrizio, tra gli altri, doppiò Speedy Gonzales dopo la morte del padre, dal 1996 al 2006. Laura Latini fu invece la voce, a fianco al padre, del topino Pixie in Pixie e Dixie, dove Franco Latini doppiava Jinksi (Mr. Jinks).

## Filmografia

### Cinema
- Il mondo le condanna, regia di Gianni Franciolini (1953)
- Serenatella sciuè sciuè, regia di Carlo Campogalliani (1958)
- Le motorizzate, regia di Marino Girolami (1963)
- Il piombo e la carne, regia di Marino Girolami (1964)
- Perché uccidi ancora, regia di José Antonio de la Loma e Edoardo Mulargia (1965)
- Mondo pazzo... gente matta!, regia di Renato Polselli (1966)
- Quella sporca storia nel West, regia di Enzo G. Castellari (1967)
- Per amore... per magia..., regia di Duccio Tessari (1967)
- Chiedi perdono a Dio... non a me, regia di Vincenzo Musolino (1968)
- Jus primae noctis, regia di Pasquale Festa Campanile (1972)
- La cameriera nera, regia di Mario Bianchi (1976)

### Televisione
- Stasera Fernandel, regia di Camillo Mastrocinque – miniserie TV, puntata 6 (1969)
- Qui squadra mobile – serie TV, episodio 1x03 (1973)
- Foto di gruppo (1974)

### Prosa televisiva Rai
- L'avventura di un povero cristiano di Ignazio Silone, regia di Ottavio Spadaro, trasmessa il 28 giugno 1974.

## Radio
- Gran varietà (5ª edizione, 1967)

### Prosa radiofonica Rai
- Prova generale, commedia di Lina Wertmüller e Paolo Spinola, regia di Nino Meloni, trasmessa il 14 gennaio 1956.
- L'arte di morire di Achille Campanile, regia di Nino Meloni, trasmessa il 22 luglio 1957.

## Doppiaggio

### Film
- Stan Laurel in Tempo di pic-nic, Concerto di violoncello, I due ammiragli, Lavori forzati, Sotto zero, La sbornia, I vagabondi, La bugia, I polli tornano a casa, Un salvataggio pericoloso, La sposa rapita, I due legionari, Muraglie, Tutto in ordine, Pugno di ferro, La scala musicale, Ospedale di contea, Un'idea geniale, Due come noi, Lavori in corso, Sporco lavoro, Regalo d'onore, Annuncio matrimoniale, Andando a spasso, Vita in campagna, Gelosia
- Carlo Pisacane ne L'armata Brancaleone, Le tardone
- Carlo Delle Piane ne I 4 tassisti, Veneri al sole
- Jacques Herlin e Osiride Pevarello in Pappa e ciccia
- Burt Young ne I ragazzi del coro
- Mario De Simone ne I soliti ignoti
- Antonio De Martino ne Il castello dei morti vivi
- Peter Ashmore in Giungla di bellezze
- Lino Banfi in 002 - Operazione Luna
- Nikolai Trokimov in Guerra e pace
- Paul Préboist in Chi ha rubato il presidente?
- Strother Martin in Nick mano fredda
- Manuel Muniz ne I lunghi giorni della vendetta
- Luke Askew in Berretti verdi
- Franco Abbina in Nell'anno del Signore
- Ray Ballard ne Lo spavaldo
- Renato Giovannoli in Roma
- Randall Deal in Un tranquillo weekend di paura
- Elio Crovetto in Paolo il freddo
- Dom DeLuise ne Il fratello più furbo di Sherlock Holmes
- Jimmy il Fenomeno ne L'esorciccio
- Carlo Rizzo in Sorbole... che romagnola
- Luciano Bonanni in Aragosta a colazione
- Luca Sportelli in Con rispetto parlando
- George Dzundza in Crazy Runners - Quei pazzi pazzi sulle autostrade
- Tommy Chong in Barbagialla, il terrore dei sette mari e mezzo
- Larry Rapp in C'era una volta in America (doppiaggio originale)
- Ignazio Spalla in Il lungo, il corto, il gatto

### Film d'animazione
- Bugs Bunny, Yosemite Sam, Daffy Duck, Gatto Silvestro e Speedy Gonzales in Looney, Looney, Looney Bugs Bunny Movie (1° doppiaggio), Le 1001 favole di Bugs Bunny e Daffy Duck e l'isola fantastica
- Rudolph, Babbo Natale, Cervo, Winterbold e Milton ne Il Natale di Rudolph e Frosty
- Sbirri, Nonna,[7] i tre porcellini e voce narrante in Looney, Looney, Looney Bugs Bunny Movie (1° doppiaggio)
- Rock Slug, Bobo e Gattivone in Un uomo chiamato Flintstone
- Taz, Strega Hazel e voce narrante in Daffy Duck e l'isola fantastica
- Taddeo e grande lupo cattivo ne Le 1001 favole di Bugs Bunny
- Paperino (Fred) e Grillo parlante (Spirito del Natale Passato) in Canto di Natale di Topolino (1° doppiaggio)[8]
- George in Prova inconfutabile
- Luke ne Le avventure di Bianca e Bernie
- Daffy Duck in Super Bunny in orbita! (1° doppiaggio)
- Carollo ne Il barone di Munchausen
- Mostro Ragno in Scooby-Doo e il lupo mannaro

### Serie animate
- Tom il gatto e 3ª voce narrante in Tom & Jerry;[9] Tom, Spike (2ª voce) e Ranger (ep. 16) in The Tom & Jerry Show
- Top Cat in Top Cat e La caccia al tesoro di Yoghi
- Kimba/Leo, Tommy, Lia/Kitty (2ª voce), Rick, Rukio, Rune, Basco, Roger, Mary/Tonga (2ª voce), Cassio (2ª voce), Artiglio, Bito, signor Pomposo, Tom e Tab (2ª voce), Elefantessa, Harley, Billy Billie, Panja, Masao, Mandy (2ª voce), voce narrante e altre voci in Kimba il leone bianco (1ª ediz. italiana)[10]
- Gonzo, Zoot, Floyd Pepper, Becco, Cuoco Svedese, Scooter, Fozzie (2ª voce), Hilton (2ª voce), dr. Stranasetola, Pops, Lew Zealand e Alan Arkin (ep. 4x20) in Muppet Show[11]
- Bugs Bunny, Yosemite Sam, Daffy Duck, Silvestro, Speedy Gonzales, Strega Hazel in Looney Tunes
- Sacerdote, Capo dei soldati, ispettore, Fornaio, Locandiere, voce narrante (ep. 10) e Cesare (ep. 50-53) in Peline Story
- Braccio di Ferro, Strega Bacheca, Nonno Trinchetto e Lizzie in Che papà Braccio di Ferro
- Skeletor, Orko, Cringer/Battle-Cat e Re Randor  in He-Man e i dominatori dell'universo (1ª stagione)
- Cap. Troy Tempest, comm. Sam Shore (3ª voce), ten. Fisher (3ª voce) in Stingray - Pattuglia acquanautica di sicurezza[12]
- Barney Rubble e molti altri personaggi nelle diverse edizioni italiane de Gli antenati / I Flintstones[13]
- Braccobaldo Bau e Mr. Jinks nel Braccobaldo Show (anni ottanta)
- Gustus Festus e Leoncio in S.P.Q.R. - Sembrano Proprio Quasi Romani
- Gorilla Lilla e Beegle Beagle in Gorilla Lilla
- Silvestro (2ª voce) e Nonna (4ª voce) in Silvestro e Titti[14]
- Padron Scoot e zio Ponta in Bun Bun
- Topo Ignazio in Krazy Kat
- Gatto Bernardo in Gatto Bernardo e Topo Didì
- Muttley in Wacky Races
- Napo in Napo orso capo
- Volpe (epp. 23 e 26) ne Le nuove avventure di Pinocchio
- Yaboki in Lulù l'angelo tra i fiori
- Melville in Charlotte (doppiaggio 1980)
- Guardia alta dell'alveare ne  L'Ape Maia
- Voce narrante in Mon Cicci (doppiaggio 1980)
- Inky in Pac-Man[15]
- Paperino in DuckTales - Avventure di paperi

### Telefilm
- Joe Sawyer ne Le avventure di Rin Tin Tin (2ª edizione italiana)[16]
- William Allyn ne Gli eroi di Hogan (st. 1, ep. 3)
- Ben Blue in Una famiglia si fa per dire[17]
- Tom Bosley in Ciao Debby![18]

### Programmi TV
- Daffy Duck, Silvestro e Speedy Gonzales in Bugs Bunny e la festa di Halloween;[19] Silvestro e Porky Pig in Bunny e le uova pasquali;[20] Daffy e Pepé Le Pew in Bugs Bunny e il giorno di san Valentino[21]
- Enrico La Talpa, Jak Mandolino, Pop Corn, Carletto Spaccabue, Commendatore, voce narrante di Sturmtruppen e altri personaggi in SuperGulp![22]
- Voce di Provolino (1969-1970)[1]
- Paperino in Serata Paperino[23]